# マシュー・ブース
マシュー・ブース（Matthew Booth, 1977年3月14日 - ）は、南アフリカ共和国・ケープタウン出身のサッカー選手。南アフリカ代表である。ポジションはDF。
2006年、黒人のSonia Bonneventia Puleと結婚した。彼女は国際的なモデルであり、過去にミス南アフリカで3位になった経験がある。彼女との間にふたりの息子がいる。

## 経歴
1999年2月20日、COSAFAキャッスルカップのボツワナ戦で南アフリカ代表デビューした。2000年にはシドニーオリンピックに出場し、日本やブラジルと同組になった。初戦の日本戦では高原直泰に2得点を決められるなどして1-2で敗れたが、2戦目はクイントン・フォーチュンやシヤボンガ・ノンベテの得点でブラジルに3-1で勝利した。最終戦でスロバキアに敗れたために決勝トーナメント進出はならなかった。

## 逸話
大部分を黒人が占める南アフリカのファンからの人気も高く、ブースがボールをキープしたり好守備を見せると「ブース!ブース!」という声援が送られる。日本の一部のメディア を含む世界中のメディアが、彼が自国のファンから「ブー!ブー!」というブーイングを受けていると勘違いして報道した。ブース自身はこの声援に対し「ブーイングと勘違いされるけど、僕の名前を呼んでくれているだけ。サッカーは人種融合を訴えたネルソン・マンデラ元大統領の理想像だ」と語っている。

## 代表歴

### 出場大会
- 南アフリカ代表
  - 2010 FIFAワールドカップ

### 試合数
- 国際Aマッチ 28試合 1得点（1999年-2010年）[6]

| 南アフリカ代表 | 国際Aマッチ | 国際Aマッチ |
| 年             | 出場        | 得点        |
| -------------- | ----------- | ----------- |
| 1999           | 3           | 0           |
| 2000           | 1           | 0           |
| 2001           | 6           | 1           |
| 2002           | 4           | 0           |
| 2003           | 0           | 0           |
| 2004           | 0           | 0           |
| 2005           | 1           | 0           |
| 2006           | 0           | 0           |
| 2007           | 0           | 0           |
| 2008           | 3           | 0           |
| 2009           | 8           | 0           |
| 2010           | 2           | 0           |
| 通算           | 28          | 1           |